# Hitrostno smučanje na Zimskih olimpijskih igrah 1992
Hitrostno smučanje na Zimskih olimpijskih igrah 1992.

## Dobitniki medalj (demonstracijska disciplina)
| Tekma  | Zlato          | Srebro             | Bron             |
| Moški  | Michael Prufer | Philippe Goitschel | Jeffrey Hamilton |
| Ženske | Tarja Mulari   | Liss Pettersen     | Renata Kolarova  |